# Clastídium
Clastídium, modernament Casteggio, fou una ciutat de la Gàl·lia Cisalpina, prop de Ligúria, a uns 12 km al sud del Po a la via entre Placentia i Dertona, a uns 30 km de la darrera.
El 222 aC la ciutat, que ja tenia certa importància, fou assetjada pels Ínsubres i els seus aliats els Gesats; el cònsol Marc Claudi Marcel els va derrotar a la vora de les muralles. El rei dels Gesats, Virdomaris, va morir a mans del mateix cònsol romà.
Al començar la Segona Guerra Púnica fou convertida en fortalesa romana on es van acumular moltes provisions, però el comandant de la guarnició, nadiu de Brundusium, ho va entregar tot a Hanníbal que en va fer la seva plaça d'armes per les operacions al Trèbia.
Fou una ciutat de bastant importància regional, una de les principals de la zona. Polibi diu que era a territori dels Andri que probablement eren els Anamaris o Anans. Progressivament va perdre importància i va desaparèixer al començament de l'Imperi.
No queden gaire vestigis de l'època romana. Hi ha una font, la «fontana d'Annibale». El 1857 es va descobrir un pont fet de maons que va ser enderrocat.